# Choe Buk
 (mars 2021).
La mise en forme du texte ne suit pas les recommandations de Wikipédia : il faut le « wikifier ».
Les points d'amélioration suivants sont les cas les plus fréquents :
- Les titres sont pré-formatés par le logiciel. Ils ne sont ni en capitales, ni en gras.
- Le texte ne doit pas être écrit en capitales (les noms de famille non plus), ni en gras, ni en italique, ni en « petit »…
- Le gras n'est utilisé que pour surligner le titre de l'article dans l'introduction, une seule fois.
- L'italique est rarement utilisé : mots en langue étrangère, titres d'œuvres, noms de bateaux, etc.
- Les citations ne sont pas en italique mais en corps de texte normal. Elles sont entourées par des guillemets français : « et ».
- Les listes à puces sont à éviter, des paragraphes rédigés étant largement préférés. Les tableaux sont à réserver à la présentation de données structurées (résultats, etc.).
- Les appels de note de bas de page (petits chiffres en exposant, introduits par l'outil «  Source ») sont à placer entre la fin de phrase et le point final[comme ça].
- Les liens internes (vers d'autres articles de Wikipédia) sont à choisir avec parcimonie. Créez des liens vers des articles approfondissant le sujet. Les termes génériques sans rapport avec le sujet sont à éviter, ainsi que les répétitions de liens vers un même terme.
- Les liens externes sont à placer uniquement dans une section « Liens externes », à la fin de l'article. Ces liens sont à choisir avec parcimonie suivant les règles définies. Si un lien sert de source à l'article, son insertion dans le texte est à faire par les notes de bas de page.
- La présentation des références doit suivre les conventions bibliographiques. Il est recommandé d'utiliser les modèles {{Ouvrage}}, {{Chapitre}}, {{Article}}, {{Lien web}} et/ou {{Bibliographie}}. Le mode d'édition visuel peut mettre en forme automatiquement les références.
- Insérer une infobox (cadre d'informations à droite) n'est pas obligatoire pour parachever la mise en page.

Pour une aide détaillée, merci de consulter Aide:Wikification.
Si vous pensez que ces points ont été résolus, vous pouvez retirer ce bandeau et améliorer la mise en forme d'un autre article.
Choe Buk (en coréen : 최북 (hangul), 崔北 (hanja); fl. 1755-1785) était un peintre coréen de la fin de la période Joseon. Il a utilisé de nombreux noms de plume, dont Samgijae, Hosaenggwan, Songjae, Giam, Geogijae.

## Biographie
Choe Buk naît en 1712. Son enfance reste inconnue, ainsi que le statut social de sa famille. Le Grove lui donne une période d'activité allant d'environ 1755 à 1785.
Il semble que, malgré sa renommée à Séoul, une consommation excessive d'alcool l'a laissé perpétuellement à court d'argent, et il a eu recours à des voyages dans d'autres villes pour vendre ses œuvres d'art. Il est peut-être décédé à Séoul, mais l'année reste non enregistrée.
Il était connu comme un peintre paysagiste expérimenté, mais il dessinait également des portraits, des fleurs et des animaux. Une légende raconte l'histoire d'un aristocrate puissant qui l'a forcé à dessiner, mais Choe a refusé de le faire et a par conséquent eu un œil percé, et a donc perdu la vue de cet œil.
Il était connu pour avoir voyagé au Japon et était connu de la famille de Zheng Zhilong : il a peint une image de la femme de Zheng et de leur fils Koxinga. L'original est retourné en Corée avec Choe, mais une copie a été conservée avec la famille et a ensuite été émulée par Bak Jega.

## Style et galerie
Choe Buk connaissait Kim Hong-do, Kim Deuk-sin, Yi In-mun, mais ses œuvres sont différentes des leurs.

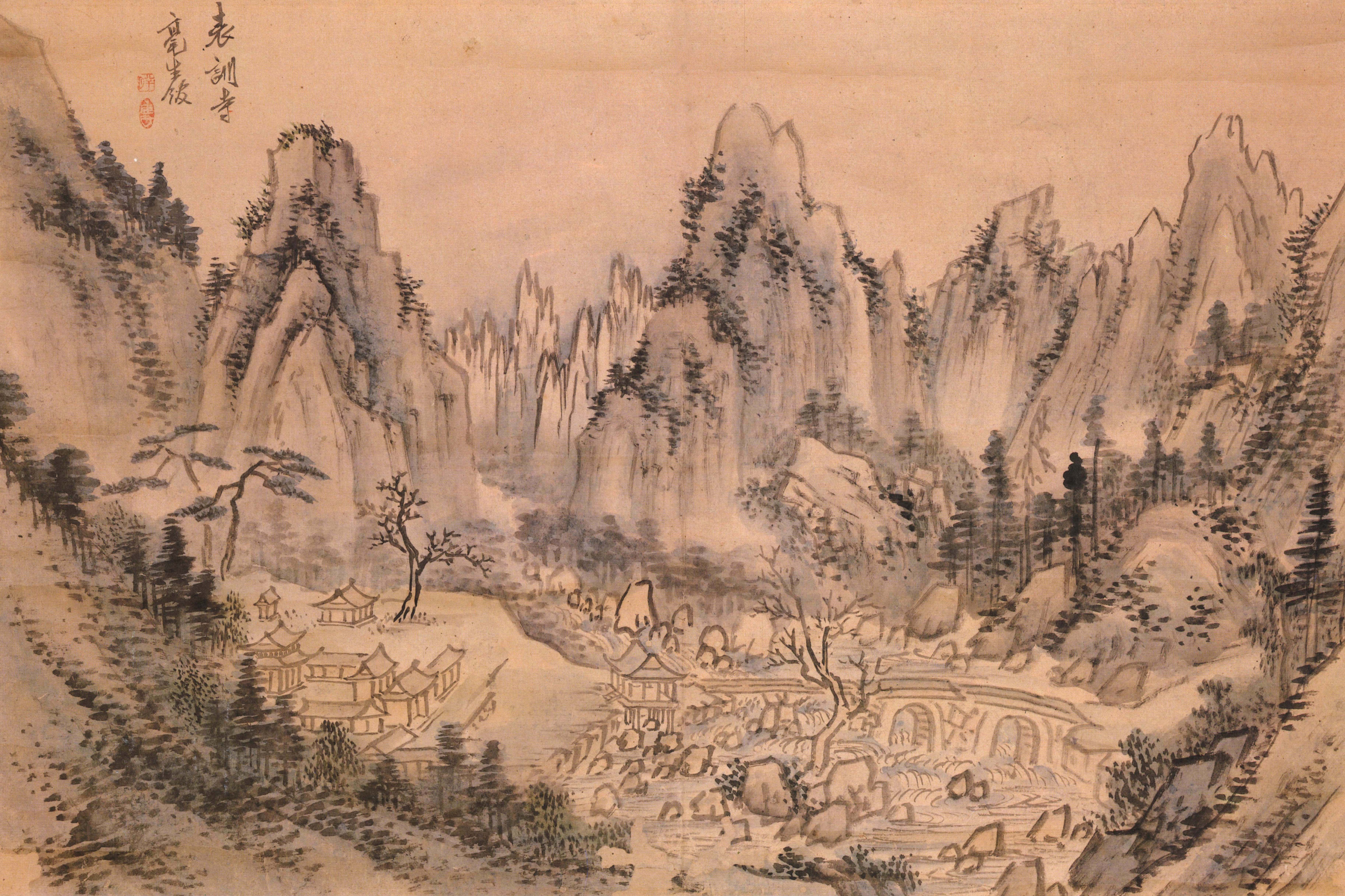
Temple de Pyohun (en coréen : 금강산 표훈사도).
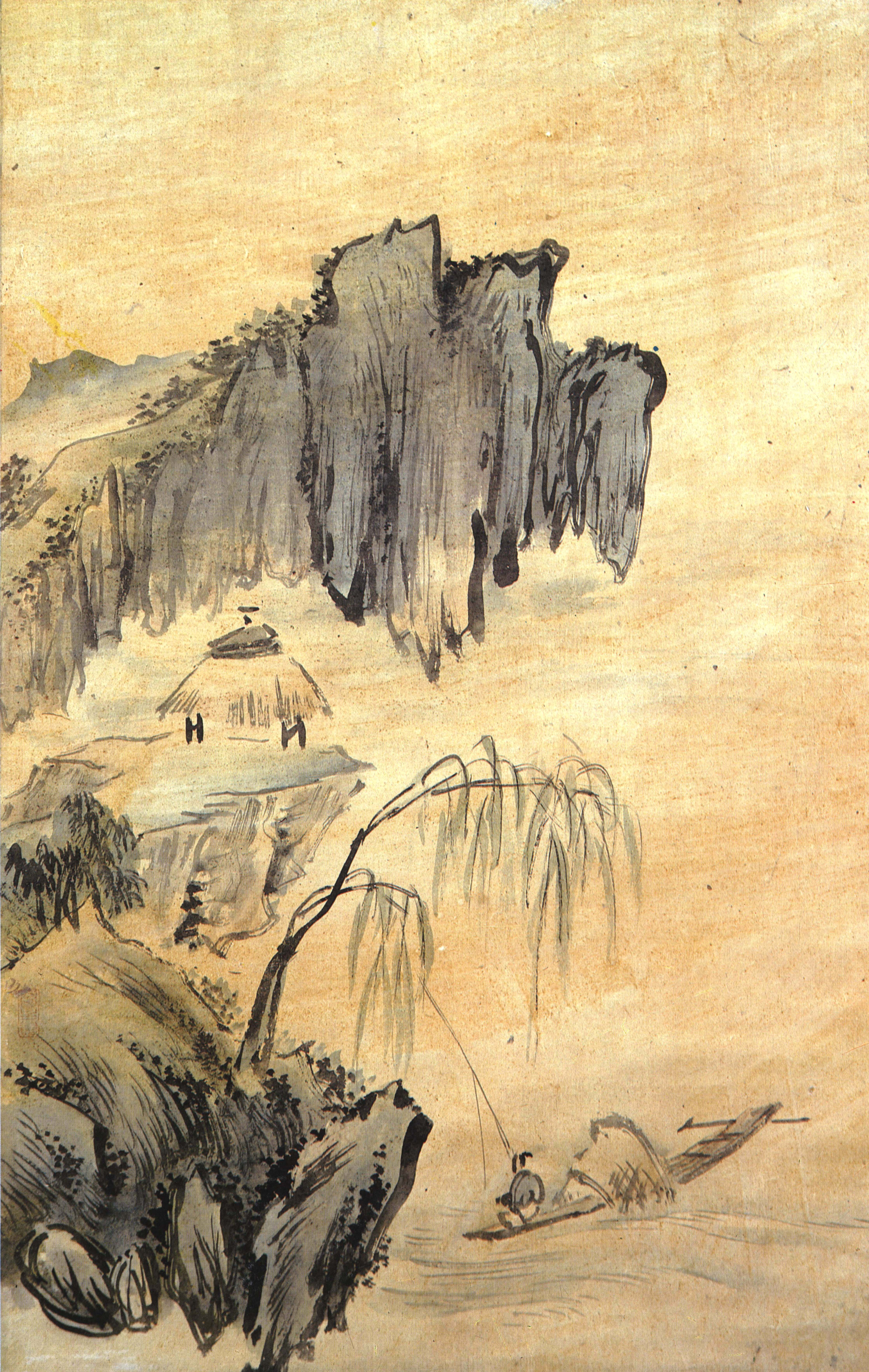
Paysage de Jo-eo (en coréen : 조어산수).
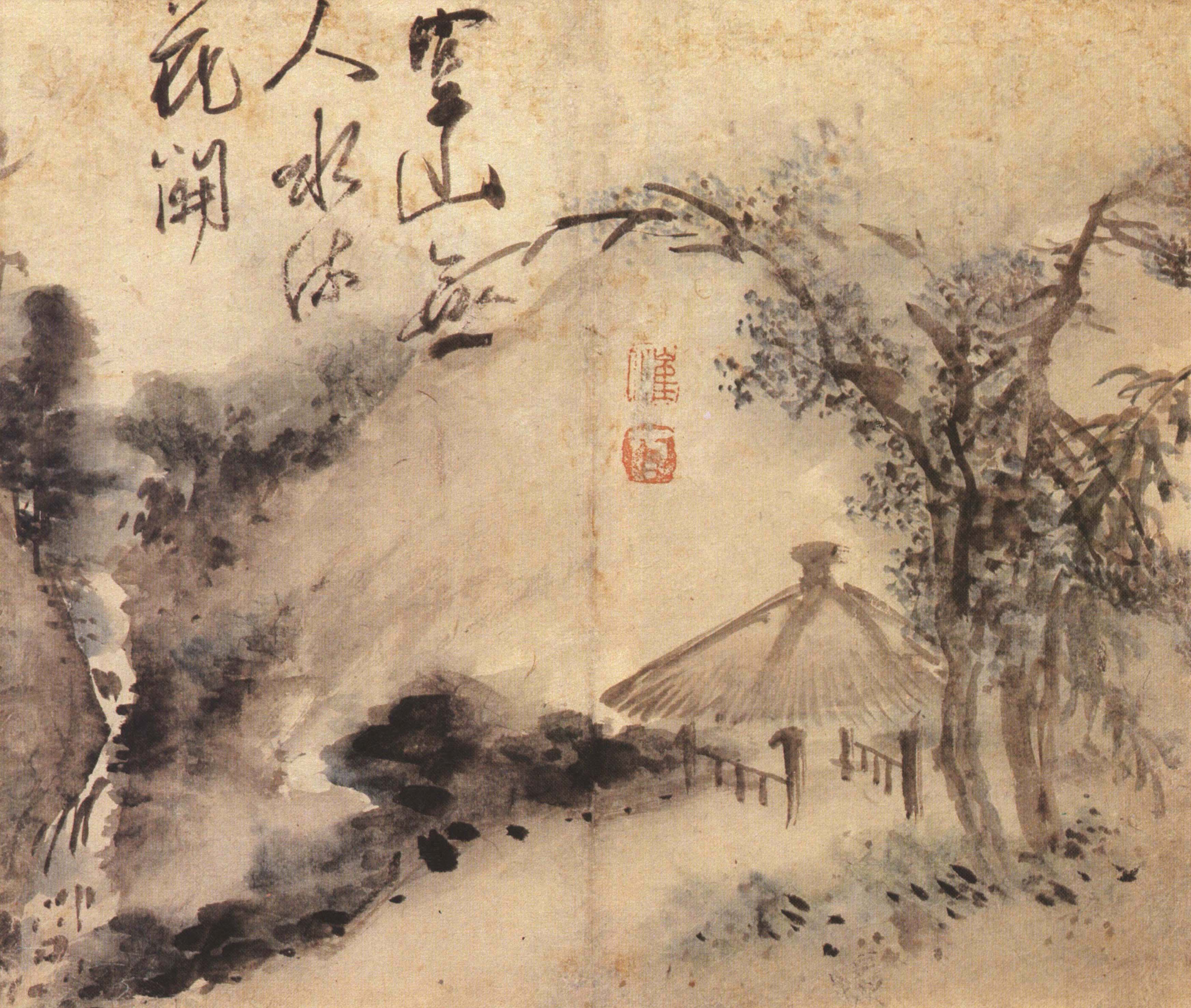
Paysage de Cho-ok (en coréen : 초옥산수).
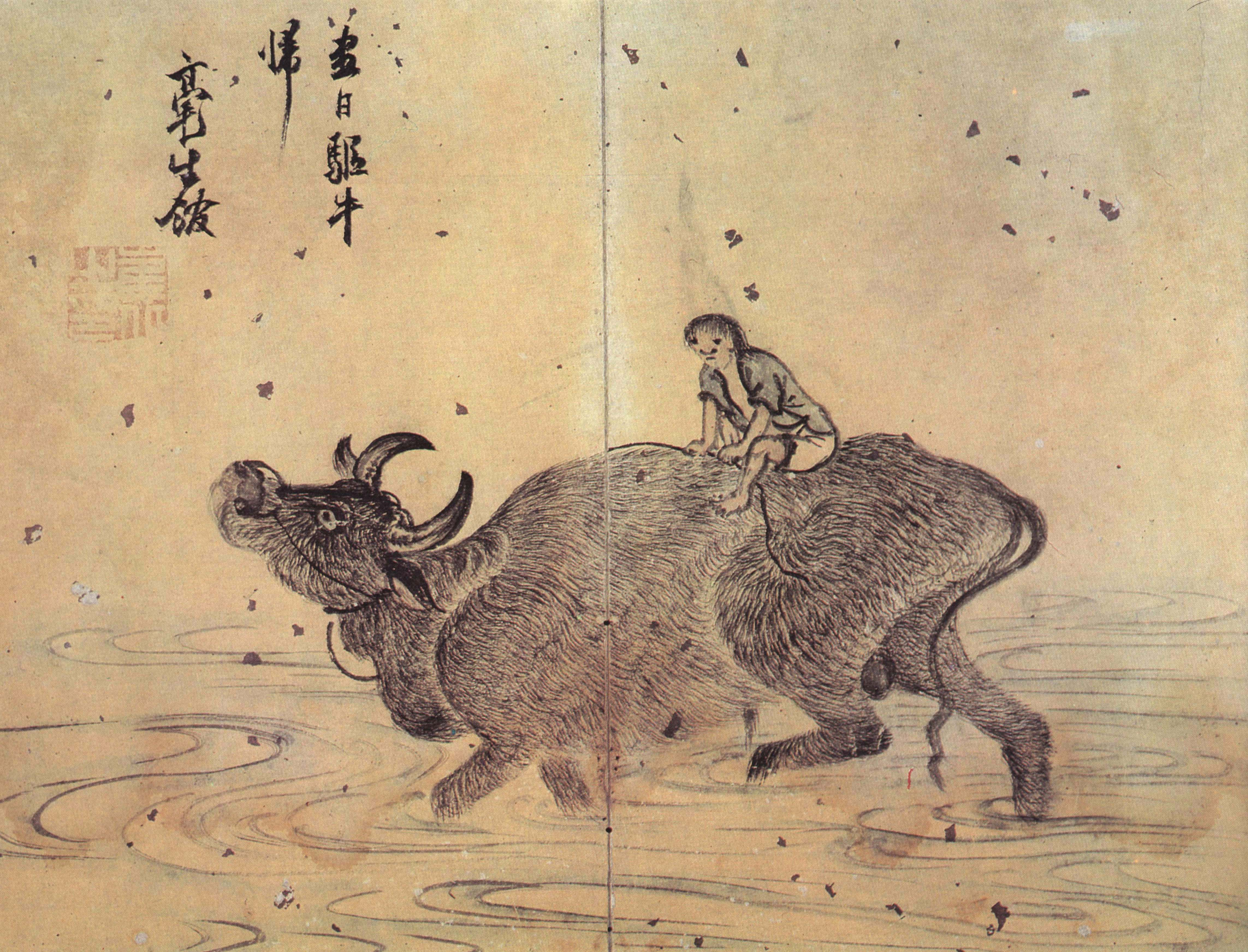
À dos de taureau (en coréen : 맹우도(려우귀가)).